# Floby VK
Floby VK (FVK) är en volleybollklubb i Floby i Sverige, bildad 12 februari 1962. Herrlaget blev svenska mästare 1982 och 1997. De tog brons  2021/2022 och silver 2023/2024. Grand Prix silver 2024, Grand Prix Guld 2025.

### Fotnoter
1. ↑  ”Klubbinfo”. Floby VK. Arkiverad från originalet den 19 juli 2014. https://web.archive.org/web/20140719011257/http://www5.idrottonline.se/FlobyVBK-Volleyboll/Foreningen/Klubbinfo/. Läst 18 april 2013.
2. ↑  ”80-talet”. Svenska Volleybollförbundet. Arkiverad från originalet den 20 juli 2014. https://web.archive.org/web/20140720153024/http://iof3.idrottonline.se/SvenskaVolleybollforbundet/volleyboll/Omvolleyboll/Historik/SvenskaMastaregenomtiderna/80-talet/. Läst 26 juni 2014.
3. ↑  ”90-talet”. Svenska Volleybollförbundet. Arkiverad från originalet den 20 juli 2014. https://web.archive.org/web/20140720062256/http://iof3.idrottonline.se/SvenskaVolleybollforbundet/volleyboll/Omvolleyboll/Historik/SvenskaMastaregenomtiderna/90-talet/. Läst 26 juni 2014.